# Yakima Electric Railway Museum
Yakima Electric Railway Museum är ett amerikanskt spårvägsmuseum och museispårväg i Yakima i Washington i USA.
Museet drivs av den 2001 grundade ideella föreningen Yakima Valley Trolleys. Det kör två veteranspårvagnar mellan städerna Yakima och Selah på en åtta kilometer lång sträcka av Yakima Valley Transportation Companys spårnät på drygt 70 kilometer, som byggdes 1907–1913 och lades ned för passagerartrafik 1947. Spårvagnarna, som kommer från Oportos spårväg, sattes samman 1928–1929 av Sociedade de Transportes Colectivos do Porto av delar från J.G. Brill Company i Philadelphia i USA. Spårvagnarna köptes ursprungligen in av Yakima stad 1974 inför firande av USA:s 200-årsjubileum 1976.